# Szaraj (Boszilovo)
Szaraj (macedónul: Capaj) település Észak-Macedóniában, a Délkeleti körzet Boszilovói járásában.

## Népesség
2002-ben 937 lakosa volt, akik közül 935 macedón, 2 szerb.